# FOS
FOS (англ. Fos proto-oncogene, AP-1 transcription factor subunit) – білок, який кодується однойменним геном, розташованим у людей на короткому плечі 14-ї хромосоми. Довжина поліпептидного ланцюга білка становить 380 амінокислот, а молекулярна маса — 40 695.
| 10         |  | 20         |  | 30         |  | 40         |  | 50         |
| ---------- |  | ---------- |  | ---------- |  | ---------- |  | ---------- |
| MMFSGFNADY |  | EASSSRCSSA |  | SPAGDSLSYY |  | HSPADSFSSM |  | GSPVNAQDFC |
| TDLAVSSANF |  | IPTVTAISTS |  | PDLQWLVQPA |  | LVSSVAPSQT |  | RAPHPFGVPA |
| PSAGAYSRAG |  | VVKTMTGGRA |  | QSIGRRGKVE |  | QLSPEEEEKR |  | RIRRERNKMA |
| AAKCRNRRRE |  | LTDTLQAETD |  | QLEDEKSALQ |  | TEIANLLKEK |  | EKLEFILAAH |
| RPACKIPDDL |  | GFPEEMSVAS |  | LDLTGGLPEV |  | ATPESEEAFT |  | LPLLNDPEPK |
| PSVEPVKSIS |  | SMELKTEPFD |  | DFLFPASSRP |  | SGSETARSVP |  | DMDLSGSFYA |
| ADWEPLHSGS |  | LGMGPMATEL |  | EPLCTPVVTC |  | TPSCTAYTSS |  | FVFTYPEADS |
| FPSCAAAHRK |  | GSSSNEPSSD |  | SLSSPTLLAL |  |            |  |            |

A: Аланін

C: Цистеїн

D: Аспарагінова кислота

E: Глутамінова кислота

F: Фенілаланін

G: Гліцин

H: Гістидин

I: Ізолейцин

K: Лізин

L: Лейцин

M: Метіонін

N: Аспарагін

P: Пролін

Q: Глутамін

R: Аргінін

S: Серин

T: Треонін

V: Валін

W: Триптофан

Кодований геном білок за функцією належить до фосфопротеїнів. 
Задіяний у такому біологічному процесі, як альтернативний сплайсинг. 
Білок має сайт для зв'язування з ДНК. 
Локалізований у цитоплазмі, ядрі, ендоплазматичному ретикулумі.